# 4932 Текстейп
4932 Текстейп (4932 Texstapa) — астероїд головного поясу, відкритий 9 березня 1984 року.
Тіссеранів параметр щодо Юпітера — 3,179.